# 第2回札幌国際短編映画祭
第2回札幌国際短編映画祭（だい2かいさっぽろこくさいたんぺんえいがさい）は、2007年9月13日 - 9月17日の5日間（15日はオールナイト上映）、札幌東宝プラザをメイン会場に開催された国際短編映画祭である。

## 内容
世界84ヶ国から2533作品の応募があり、コンペティションにノミネートされたのは27ヶ国120作品。メインビジュアルは札幌在住のイラストレーター蒲原みどりが担当。

## SAPPOROショートフェスト2007審査員
- 大貫妙子（Onuki Taeko）：シンガー&ソング・ライター/日本
- シェーン・スミス（SHANE SMITH）：カナダの独立系放送局チャンネル・ゼロのプログラムディレクター/カナダ
- ヨンユット・トンコントン（Yongyoot Thongkongtoon）：映画監督/タイ
- キム・ドンホ（Kim Dong-ho）：釜山国際映画祭ディレクター/韓国
- マイケル・アリアス（Michael Arias）：映画監督/アメリカ

## SAPPOROショートフェスト2007 AWARD
※作品名、上映時間、ジャンル、制作年、国名、監督の順で表記。国名は主な制作国で出身国とは異なります。

### グランプリ
- フィルムメーカー部門 グランプリ(Filmmaker section Grand Prix)：サイモン・エリス（Simon Ellis）/イギリス

- 作品部門 グランプリ(One title section Grand Prix)：『交渉の結末』（英題：Fair Trade）14:45/Drama/2006/ドイツ
監督：マイケル・ドレーヤー（Michael Dreher）

### 審査員賞
- 最優秀国内作品賞（Best National Short）：『おはよ』（英題：Good Morning）29:46/Heartwaming/2006/日本
監督：岡田信也（Shinya Okada）from Office Nervous Console

- 最優秀道内作品賞（Best Hokkaido Short）：『花魁ノ詩』（Oiran Lyrics）08:20/Drama/2007/日本・札幌
監督：小川亮輔（Ryosuke Ogawa）

- 最優秀監督賞（Best Director）：『小さな泥棒』（英題：The Little Thief）26:10/Drama/2006/韓国
監督：ミン・ヨン・クン（Yong-Keun Min）

- 最優秀作曲賞（Best Original Score）：『悲しみのダンス』（英題：In memoriam）07:52/Animation/2006/フランス
監督：ヴァレンティン・グー、ロメーン・マレロー、ジェロム・ウドー、シャリー・ポンズ（Valentin GUEU, Romain MALEYROT, Jerome OUDOT, Shirley PONS）

- 最優秀脚本賞（Best Screen play）：『交渉の結末』（英題：Fair Trade）14:45/Drama/2006/ドイツ
監督：マイケル・ドレーヤー（Michael Dreher）

- 最優秀撮影賞（Best Cinematography）：『川辺のマーケット』（英題：SEA WOLVES AT THE RIVER MARKET）20:30/Contemporary/2006/チリ
監督：イラン・ステバーグ（ILAN STEHBERG）

- 最優秀編集賞（Best Editing）：『アウトサイド』（英題outside）23:25/Dorama/2007/ベルギー
監督：ジョエル・フランッカ（Joel Franka）

- 最優秀俳優賞（Best Actor）：『本日欠勤』（英題：The Sickie）13:34/Comedy/2006/イギリス
男優：トビー・ジョーンズ(Toby Jones)

- 最優秀女優賞（Best Actress）：『愛と死と、エアギター』（英題：Love, Death & Airguitar）25:20/Drama/2006/オランダ
女優：エリス・シャープ（Elise Schaap）

- 最優秀子役賞（Best Children Actor & Actress）：『オスマン』（英題：Ousmane）15:00/Drama/2006/セネガル
子役：アバス（Abbasse BA）

- 最優秀学生監督賞（Best Students Director）：『アジャストメント』（英題：Adjustment）06:20/Experimental/2006/イギリス
監督：イアン・マッキノン（Ian Mackinnon）

- 最優秀チルドレン・ショート賞（Best Children Short）：『クロマメ 魔法のつえ』（英題：KUROMAME the magic wand）15:00/Animation/2006/日本・札幌
監督：河部勝敏（Masatoshi Kawabe）fromキュウイフイルム (QwiFilm)

- 最優秀ミニショート(10分以内)賞（Best Mini Short (Around 10min)）：『エッグ』（英題：Scrambled）04:00/Drama/2006/イタリア
監督：アレッサンドロ・チェーリ（Alessandro Celli）

- 最優秀ベリーショート(3分以内)賞（Best Very Short (Around 3min)）：『ティース』（英題：Teeth）02:10/Comedy/2006/アイルランド
監督：ジョン・ケネディ（John Kennedy）

- 最優秀ノンダイアログ賞（Best Non Dialogue）：『遠い記憶』（英題：Distant Memory）10:22/Drama/2005/ドイツ
監督：マイケル・シェーファー（Michael Schafer）

- 最優秀アニメーション賞（Best Animation）：『旋律の遊技』（英題：JEU (Play)）03:50/Animation/2006/スイス
監督：ジョージ・シュイズガベル（Georges Schwizgebel）

- 最優秀ドキュメンタリー賞（Best Documentary）：『金曜日は農園で』（英題：Fridays at the Farm）19:00/Documentary/2006/アメリカ
監督：リチャード・パワー・ホフマン（Richard Power Hoffmann）

- 最優秀コンテンポラリー・ショート賞（Best Contemporary）：『D.I.Y』（英題：D.I.Y）05:45/ Experimental/2006/シンガポール
監督：ロイストン・タン（Royston Tan）

- 最優秀実験映画賞（Experimental Short）：『誘発』（英題：Induction）08:00/Experimental/2006/スペイン
監督：ニコラス・プロヴォスト（Nicolas Provost）

- 最優秀美術賞（Best Production Design）：『D.I.Y』（英題：D.I.Y）05:45/Experimental/2006/シンガポール
監督：ロイストン・タン（Royston Tan）

- オーディエンス・アワード（Audience Award）：『遠い記憶』（英題：Distant Memory）10:22/Drama/2005/ドイツ
監督：マイケル・シェーファー（Michael Schafer）

### 審査委員特別賞（Special Jury Prize）
- 『スモール・ボックス』（英題：Small Boxes）15:00/Drama/2006/オーストラリア
監督：レネ・ヘルナンデズ（Rene Hernandez）